# Banansmyg
Banansmyg (Coereba flaveola) är en fågelart i familjen tangaror inom ordningen tättingar. Den är en aktiv fågel som främst lever av nektar och återfinns i varmare delar av Amerika och är en ganska vanlig art i sitt utbredningsområde.

## Utseende
Banansmygen är en liten fågel som i genomsnitt mäter 11 cm på längden. Merparten av underarterna har mörkgrå, nästan svart ovansida, svart hjässa och huvudsida, ett tydligt brett vitt ögonbrynsstreck, grå strupe, och gult bröst, buk och över- och undergump. Könen är lika, men juvenilerna är mörkare och har ofta ett partiellt gult ögonbrynsstreck och strupe. 
De olika populationerna varierar relativt kraftigt i fjäderdräkten. Hos underarten bahamensis och caboti är strupen och övre bröstet vitt eller ljusgrått, medan ferryi har vit panna. Underarterna laurae, lowii och melanornis som lever på små öar utanför norra Venezuela (se nedan) är över lag svartaktiga, medan underarterna aterrima och atrata förekommer i två morfer, en "normal" och en svartaktig.

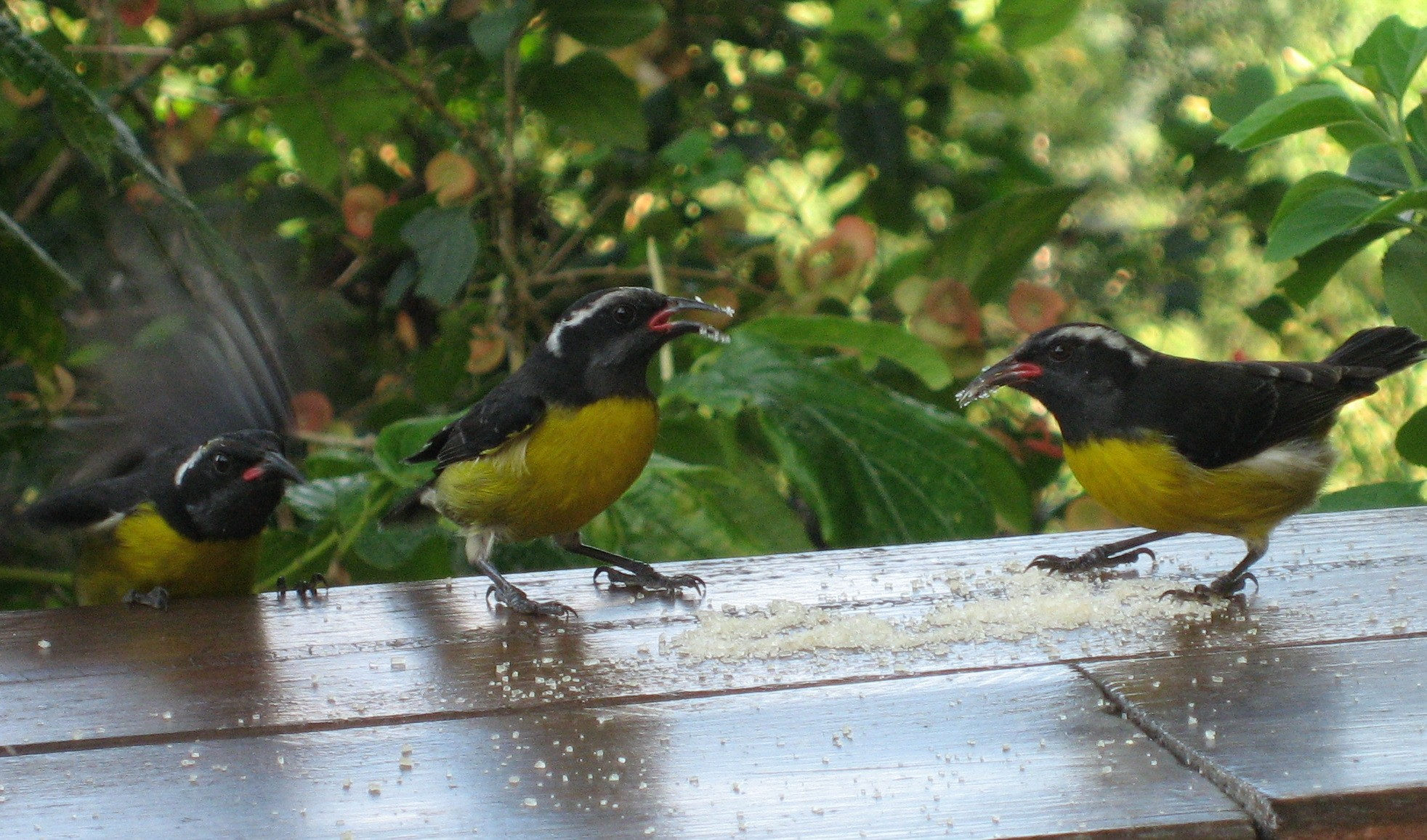
Banansmygen är en vanlig besökare vid fågelbord och kolibrimatare. Beståndet på norra Mindre Antillerna, bartholemica, är en av de underarter som har mörkast bröst.

## Utbredning och biotop
Banansmygen är en stannfågel i tropiska Sydamerika och förekommer så långt norrut som södra Mexiko och Karibien, och den förekommer i hela Västindien förutom på Kuba. Den är en sällsynt gäst i Florida. Tongivande eBird/Clements delar in den i hela 41 underarter fördelade i tio grupper, med följande utbredning: 
- Coereba flaveola bahamensis – förekommer i Bahamas (Great Bahama Island och Little Abaco till Grand Turk)
- Coereba flaveola caboti – förekommer i östra Mexiko (Cozumel, Holbox I., Cancún och Cayo Culebra)
- flaveola-gruppen
  - Coereba flaveola sharpei – förekommer på Grand Cayman, Little Cayman och Cayman Brac
  - Coereba flaveola tricolor – förekommer på Isla Providencia
  - Coereba flaveola oblita – förekommer på Isla San Andrés
  - Coereba flaveola flaveola – förekommer på Jamaica
  - Coereba flaveola bananivora – förekommer på Hispaniola, Gonâve, Petite Cayemite and Île-à-Vache
  - Coereba flaveola nectarea – förekommer på Tortue I. utanför norra Haiti
- portoricensis-gruppen
  - Coereba flaveola portoricensis – förekommer på Puerto Rico
  - Coereba flaveola sanctithomae – förekommer i Jungfruöarna, including Vieques och Culebra men inte på St. Croix
  - Coereba flaveola newtoni – förekommer St. Croix i Jungfruöarna
- bartholemica-gruppen
  - Coereba flaveola bartholemica – förekommer i norra Små Antillerna
  - Coereba flaveola martinicana – förekommer på Martinique och Saint Lucia
  - Coereba flaveola barbadensis – förekommer på Barbados
  - Coereba flaveola uropygialis – förekommer på Aruba och Curaçao
  - Coereba flaveola bonairensis – förekommer på Bonaire
- Coereba flaveola atrata – förekommer på Saint Vincent
- Coereba flaveola aterrima – förekommer på Grenada i Grenadinerna
- Coereba flaveola lowii – förekommer på Islas Los Roques utanför norra Venezuela
- laurae/melanornis-gruppen
  - Coereba flaveola laurae – förekommer på Cayo Sal utanför Chichiriviche, Falcón i nordvästra Venezuela
  - Coereba flaveola melanornis – förekommer på Isla Testigo Grande och Isla Conejo utanför norra Venezuela)
- luteola-gruppen
  - Coereba flaveola mexicana – förekommer från sydöstra Mexiko (Veracruz) till Panama (Veraguas) och Coibaön
  - Coereba flaveola cerinoclunis – förekommer i Pärlöarna
  - Coereba flaveola columbiana – förekommer från tropiska östra Panama till sydvästra Colombia och södra Venezuela (Amazonas)
  - Coereba flaveola ferryi – förekommer på Isla La Tortuga (utanför norra Venezuela)
  - Coereba flaveola frailensis – förekommer på Isla de Puerto Real och Morro El Fondeadero (utanför Venezuela)
  - Coereba flaveola luteola – förekommer från tropiska norra Colombia till norra Venezuela samt på Trinidad och Tobago
  - Coereba flaveola obscura – förekommer i tropiska nordöstra Colombia och västra Venezuela
  - Coereba flaveola minima – förekommer från tropiska östra Colombia till södra Venezuela, Guyanaregionen och norra Brasilien
  - Coereba flaveola montana – förekommer i högländer i västra Venezuela (Mérida och Táchira)
  - Coereba flaveola caucae – förekommer i västra Colombia (övre Cauca Valley)
  - Coereba flaveola gorgonae – förekommer på Gorgona I. (utanför västraColombia)
  - Coereba flaveola intermedia – förekommer från sydvästra Colombia till norra Peru, sydvästra Venezuela och västra Brasilien
  - Coereba flaveola olivari – förekommer i östra Venezuela (nedre Orinocodalen)
  - Coereba flaveola guianensis – förekommer i tropiska östra Venezuela (Bolívar) och närliggande Guyana
  - Coereba flaveola roraimae – förekommer i tepuier i sydöstra Venezuela, nordvästra Brasilien och närliggande sydvästra Guyana
  - Coereba flaveola pacifica – förekommer i torra nordvästra Peru (Lambayeque, västra La Libertad och Ancash)
  - Coereba flaveola magnirostris – förekommer i norra Peru (övre Marañóndalen)
  - Coereba flaveola dispar – förekommer i centrala Peru (San Martín) till nordvästra Bolivia (La Paz)
  - Coereba flaveola chloropyga – förekommer i tropiska södra Peru till Bolivia, Paraguay, västra Brasilien och nordöstra Argentina
  - Coereba flaveola alleni – förekommer på bergsplatån i centrala Brasilien (Mato Grosso) och östra Bolivia

som tillhör de oscina tättingarna men vars taxonomi länge varit oklar. Den har länge placerats i den egna familjen Coerebidae, men även förslagsvis med fältsparvarna eller som incertae sedis. Sentida studier placerar istället arten i familjen tangaror. 2010 framlades förslag om att taxonet bör delas upp i tre arter, men det har fortfarande inte nått internationell acceptans. 
Det är fortfarande oklart huruvida någon av ö-populationerna borde få artstatus, men fylogenetiska studier har i varje fall påvisat tre klader inom taxonet: nominatgruppen, flaveola-gruppen, från Jamaica, Hispaniola och Caymanöarna, bahamensis-gruppen från Bahamas och Quintana Roo, och bartholemica-gruppen från Syd- och Centralamerika, Mexiko (förutan Quintana Roo), Små Antillerna och Puerto Rico. Flera taxa ingick dock inte i dessa studier, men flertalet kan placeras i ovanstående grupper utifrån zoogeografi förutom oblita (ön San Andrés) och tricolor (ön Providencia), och deras placering är därför oklar.

### Familjetillhörighet
Fram till och med 2005 placerades banansmygen i den egna familjen Coerebidae. Genetiska studier visar dock att den är en del av tangarorna (Thraupidae), i en grupp som även omfattar de så kallade darwinfinkarna, men även andra finkliknande arter i Västindien i bland annat Tiaris och Loxigilla. Flera av dessa placerades tidigare i familjen fältsparvar, men som idag förs till familjen tangaror (Thraupidae).

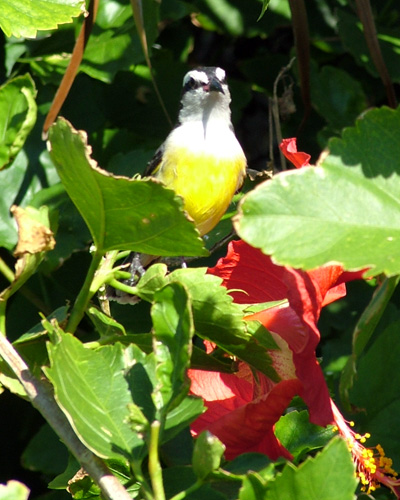
Beståndet av banansmyg på Bahamas har vit strupe och övre bröst och kan utgöra en egen art.

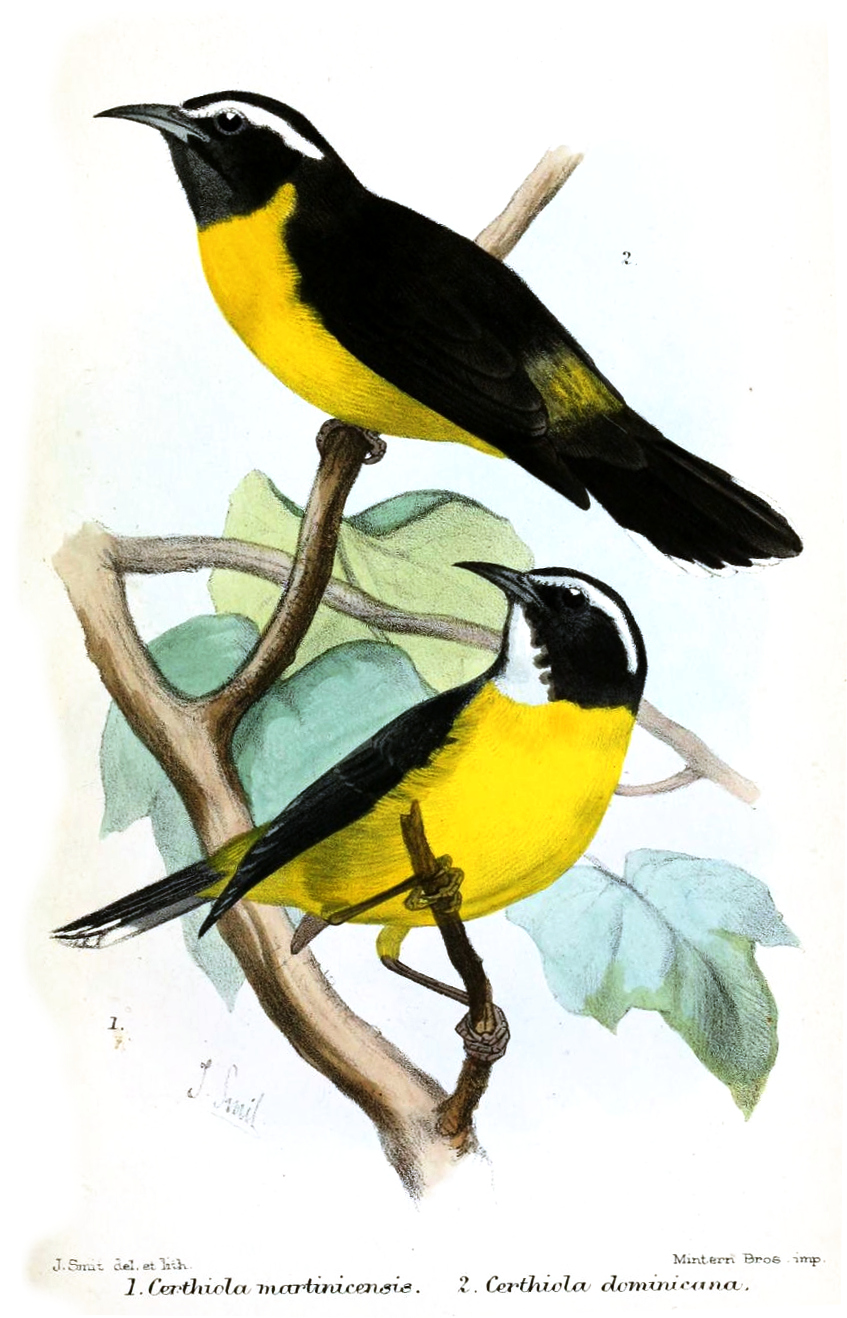
Illustration av Joseph Smit, 1886

## Ekologi
Fågeln förekommer i en rad olika halvöppna biotoper inklusive trädgårdar och parker, men är ovanlig eller saknas helt i öknar, täta skogar, vilket omfattar stora delar av Amazonas regnskogar, och på höjder över 2000 meter. Den har en smal, ganska lång och böjd näbb, anpassad för att suga nektar. Ibland penetrerar den blomman från sidan för att ta nektarn utan att pollinera växten. Den kan inte ryttla som en kolibri, utan måste alltid sitta på en gren när den födosöker. Den äter även frukt och insekter. Den besöker ofta trädgårdar och kan uppträda mycket orädd. Den besöker gärna kolibrimatare med sockerlösning.
Banansmygen bygger ett sfäriskt bo med en sidoingång. Den lägger upp till tre ägg, som ruvas av honan.

## Status och hot
Arten har ett stort utbredningsområde, men tros minska i antal, dock inte tillräckligt kraftigt för att den ska betraktas som hotad. Internationella naturvårdsunionen IUCN listar arten som livskraftig (LC). Beståndet uppskattas till i storleksordningen fem till 50 miljoner vuxna individer.

## Taxonomi och namn
Banansmygen beskrevs taxonomiskt första gången 1758 av Linné i hans verk Systema Naturae under det vetenskapliga namnet Certhia flaveola. 1809 placerades den i det egna släktet Coereba av Louis Jean Pierre Vieillot.